# Oxypetalum rojasianum
Oxypetalum rojasianum är en oleanderväxtart som beskrevs av Gustaf Oskar Andersson Malme. Oxypetalum rojasianum ingår i släktet Oxypetalum och familjen oleanderväxter. Inga underarter finns listade i Catalogue of Life.